# Svartfläckslavmätare
Svartfläckslavmätare Alcis bastelbergeri är en fjärilsart som beskrevs av Hans Hirschke 1908. Svartfläckslavmätare ingår i släktet Alcis och familjen mätare, Geometridae. Arten är ännu inte påträffad i Sverige. En underart finns listad i Catalogue of Life, Alcis bastelbergeri sachalinensis, Matsumura, 1931.

## Bildgalleri

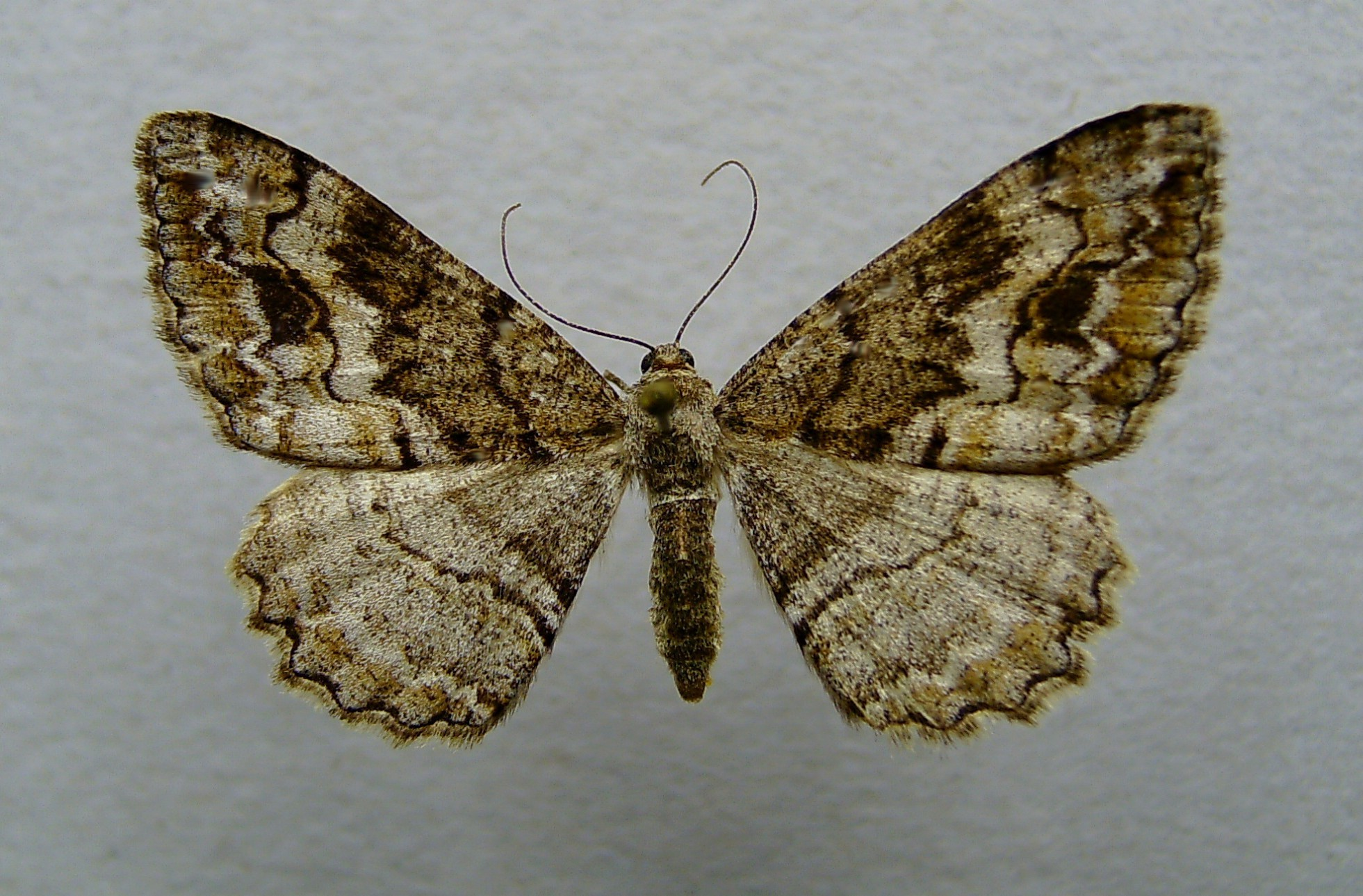
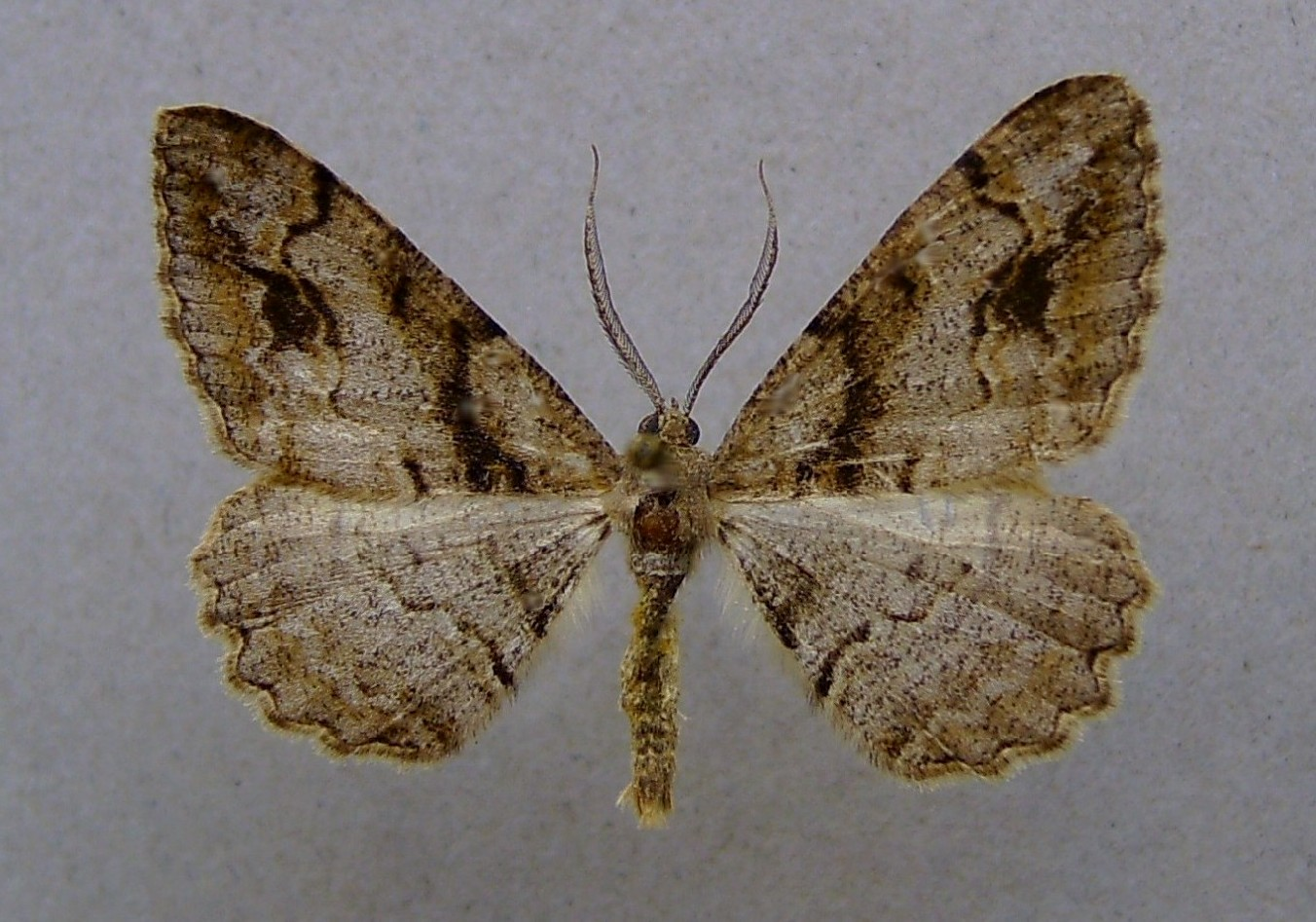